# شاهدخت نوبوکو آساکا
شاهدخت نوبوکو آساکا (به ژاپنی: 鳩彦王妃允子内親王, Yasuhiko Ōhi Nobuko Naishinnō); ۷ اوت ۱۸۹۱ – ۳ نوامبر ۱۹۳۳) آریستوکراسی (طبقه) اهل امپراتوری ژاپن بود. دوازدهمین فرزند و هشتمین دختر امپراتور میجی و فرزند پنجم و چهارمین دختر سونو ساچیکو، پنجمین سوکوشیتسوی امپراتور بود.